# Pleurospermum lindleyanum
Pleurospermum lindleyanum là một loài thực vật có hoa trong họ Hoa tán. Loài này được (Klotzsch) B. Fedtsch. miêu tả khoa học đầu tiên năm 1915.